# Giuseppe Secchi
Giuseppe Secchi (Concorezzo, 16 aprile 1931 – Concorezzo, 11 gennaio 2018) è stato un calciatore italiano, di ruolo attaccante.

## Carriera
Inizia a giocare nel 1947, sedicenne, quando entra a far parte della squadra dell'oratorio. Poco dopo viene chiamato in prima squadra nella Concorezzese che porta a numerose vittorie grazie ai suoi gol. Viene convocato dal Milan e dato in prestito al Seregno con cui a 18 anni disputa il campionato di Serie B, passando poi al Siracusa e quindi al Padova. In seguito passa alla Triestina in Serie A, con la quale disputa due stagioni segnando 16 gol.
Si trasferisce quindi all'Udinese dove segna 22 reti il primo anno arrivando secondo nella classifica dei cannonieri e viene convocato per difendere i colori della Nazionale italiana. Il secondo anno segna altre 18 reti.
In seguito passa alla Roma per poi trasferirsi all'Atalanta. L'anno successivo viene ceduto alla Triestina, con la quale disputa altri quattro campionati segnando ancora numerosi gol.
Conclude la carriera nel Fanfulla in Serie C. Si ritira a 34 anni.

## Palmarès

### Club

#### Competizioni nazionali
- Serie B: 2

Udinese: 1955-1956
Atalanta: 1958-1959
- Serie C: 1

Triestina: 1961-1962